# Sinseol-dong (metropolitana di Seul)
Sinseol-dong (신설동역 - 新設洞驛, Sinseol-dong-yeok) è una stazione della metropolitana di Seul servita dalle linee 1 e 2 della metropolitana di Seul. Si trova nel quartiere di Dongdaemun-gu, a Seul, in Corea del Sud.

## Linee
Seoul Metro
● Linea 1
● Linea 2
UiTrans
● Linea Ui

## Struttura
La fermata della linea 1 è costituita da due marciapiedi laterali con i binari al centro, così come quella della linea 2, che è il capolinea del ramo Seongsu. Entrambe le linee dispongono di porte di banchina.
| Direzione Soyosan      | ● Linea 1  | per Cheongnyangni, Seongbuk, Uijeongbu, Dongducheon e Soyosan |
| Direzione Seul         | ● Linea 1  | per Seul, Yongsan, Guro, Incheon e Cheonan                    |
| Direzione Sinseol-dong | ● Linea 2  | solo discesa                                                  |
| Direzione Seongsu      | ● Linea 2  | per Yongdu, Sindap e Seongsu                                  |
| Direzione nord         | ● Linea Ui | per Bukhansan-Ui                                              |
| Direzione sud          | ● Linea Ui | solo discesa                                                  |

## Stazioni adiacenti
| «         | Servizio | »          |
| Linea 1   | Linea 1  | Linea 1    |
| --------- | -------- | ---------- |
| Jegi-dong | -        | Dongmyo-ap |
| Linea 2   |          |            |
| Yongdu    | -        | Capolinea  |
| Linea Ui  |          |            |
| Capolinea | -        | Bomun      |